# NGC 2169
NGC 2169 is een open sterrenhoop in het sterrenbeeld Orion. Het hemelobject werd op 15 oktober 1784 ontdekt door de Duits-Britse astronoom William Herschel.

## «37» of «LE» sterrenhoop
NGC 2169 kan beschouwd worden als een telescopisch asterisme omdat men er met gemak het nummer 37 in kan herkennen, ofwel de letters LE als men het beeld omgekeerd waarneemt. Deze open sterrenhoop (of asterisme) heeft dus twee bijnamen: de 37 sterrengroep en de LE sterrengroep. Het lokaliseren van NGC 2169 is vrij gemakkelijk omdat het een gelijkbenige driehoek vormt met de sterren Xi Orionis (ξ Orionis) en Nu Orionis (ν Orionis). Deze gelijkbenige driehoek heeft een radiale diameter van ongeveer 1 graad. Chinese astronomen noemden deze twee sterren (ξ en ν Orionis) Shwuy Foo. In NGC 2169 bevindt zich de dubbelster Struve 848 (Σ 848). Verder heeft deze open sterrenhoop ook nog de bijnaam Shopping Cart Cluster gekregen (Winkelkar sterrenhoop).

## Sharpless 2-261
Anderhalve graad ten noorden van de gelijkbenige driehoek gevormd door ξ Orionis, ν Orionis, en NGC 2169, bevindt zich de gasnevel Sharpless 2-261 (Sh 2-261), ook bekend als Lower's nebula, genoemd naar de amateurastronomen en astrofotografen Harold Lower en zoon Charles Lower, die in 1939 betreffend object hadden ontdekt op een fotografische plaat.

## NGC 2194
Iets minder dan 2 graden ten zuidoosten van NGC 2169 is de open sterrenhoop NGC 2194 te vinden.

## Synoniemen
- OCL 481